# Picerno
Picerno község (comune) Olaszország Basilicata régiójában, Potenza megyében.

## Fekvése
A megye északnyugati részén fekszik. Határai: Balvano, Baragiano, Potenza, Ruoti, Savoia di Lucania, Tito és Vietri di Potenza.

## Története
Az ókori Acerrona helyén alakult ki, eredetileg Pizini néven a 11. század elején. A következő századokban hűbérbirtok volt. A 19. század elején, amikor a Nápolyi Királyságban felszámolták a feudalizmust, önálló község lett. 1857-ben egy földrengés során a régi központ teljesen elpusztult. Az új központ az egykori falakon kívül épült fel.

## Népessége
A népesség számának alakulása:

## Főbb látnivalói
- San Nicola-templom
- San Rocco-templom
- Santa Maria Assunta-templom (1462)